# Jiří Waldhans
Jiří Waldhans (17. dubna 1923, Brno – 28. března 1995) byl český dirigent a hudební pedagog.

## Život
V letech 1945–1946 studoval na filozofické fakultě Masarykovy univerzity v Brně. V roce 1948 absolvoval brněnskou konzervatoř, obor dirigování u prof. Bohumíra Lišky. V letech 1948–1951 působil jako korepetitor, později sbormistr ve Státním divadle v Ostravě.
V letech 1954–1962 byl dirigentem a později šéfdirigentem Janáčkovy filharmonie Ostrava a v letech 1955–1962 byl jejím uměleckým ředitelem.
V roce 1956 absolvoval mistrovský kurz u Igora Markewitche v Salcburku.
V letech 1962–1978 byl šéfdirigentem Státní filharmonie Brno, v letech 1977–1982 místopředsedou Svazu českých skladatelů a koncertních umělců, od roku 1980 působil jako pedagog na Janáčkově akademii múzických umění v Brně jako docent.
Roku 1981 odešel do invalidního důchodu.
Jiří Waldhans zemřel 28. března 1995.

## Dílo
Věnoval pozornost především tvorbě současných skladatelů. Významná je i koncertní činnost v zahraničí a četné rozhlasové nahrávky.

## Vyznamenání
- zasloužilý umělec (1972)
- medaile Leoše Janáčka (1975)